# Normangee
Normangee – miasto w Stanach Zjednoczonych, w stanie Teksas, w hrabstwie Madison.